# Rotnackenlori

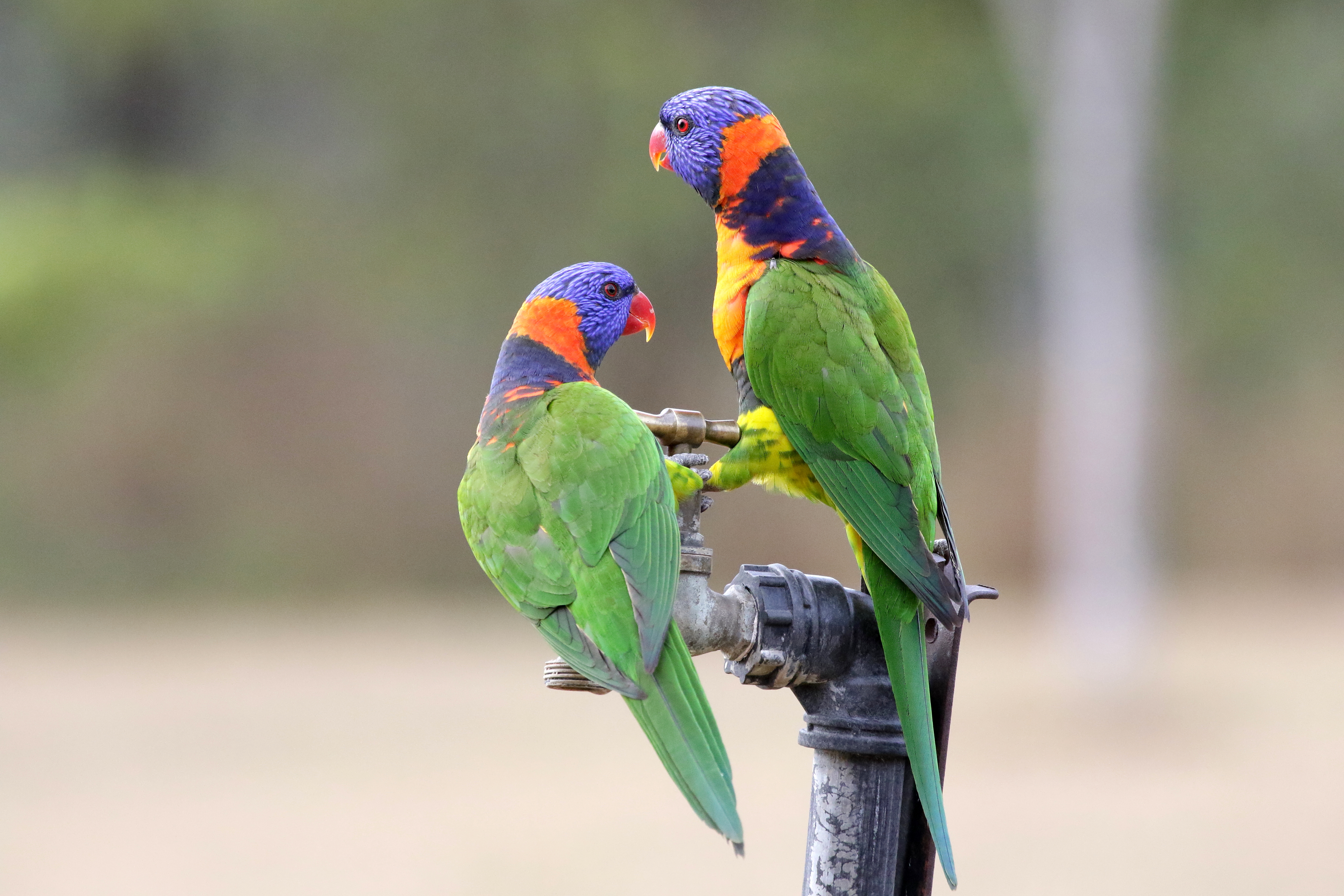
Rotnackenlori Rückenansicht

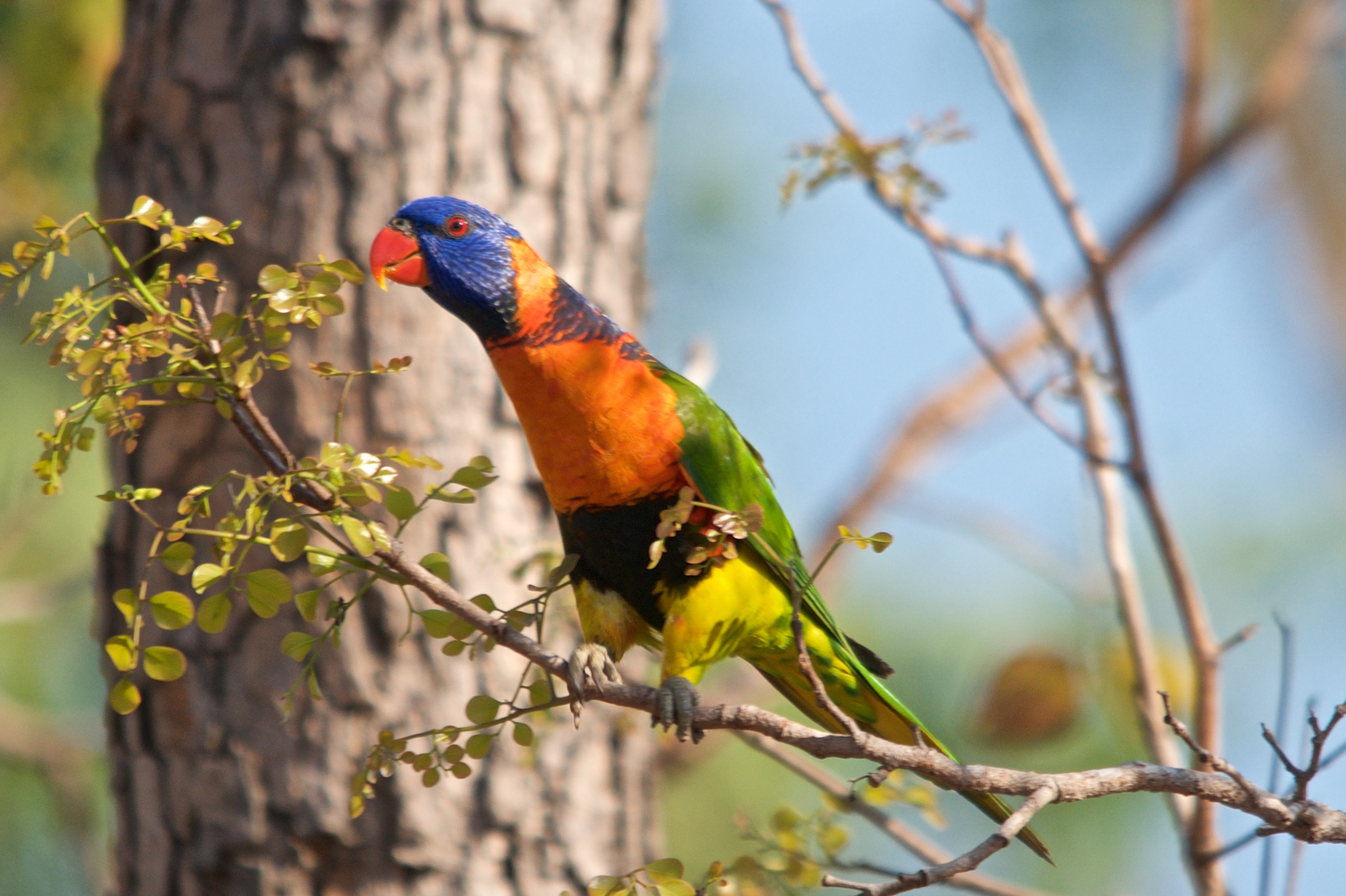
Rotnackenlori Unteransicht

Der Rotnackenlori (Trichoglossus rubritorquis) auch Darwin-Allfarblori ist eine Art aus der Familie der Eigentlichen Papageien.

## Merkmale
Der Rotnackenlori ist 29 cm groß und wiegt zwischen 130 und 150 g. Der Kopf ist dunkelblau mit helleren Schaftstrichen und sein erstes Nackenband orange-rötlich. Wegen dieses Nackenbands wird er auch Rotnacken-Allfarblori genannt. Das zweite Nackenband ist dunkelblau und der Rücken, die Flügel und die Oberschwanzdecken sind grün. Seine Brust ist orange-rötlich und das Bauchgefieder schwärzlich. Es gibt keinen Unterschied im Aussehen bei den Geschlechtern (kein Geschlechtsdimorphismus). Wie bei allen Keilschwanzloris sind die Füße grau.

## Verbreitung und Lebensraum
Der Rotnackenlori ist eine Art, die im nördlichen Australien vorkommt. Er bevorzugt tropische Gebiete.

## Taxonomie
Nicholas Aylward Vigors und Thomas Horsfield beschrieben den Rotnackenlori 1827 erstmals wissenschaftlich und ordneten ihn bereits damals als Trichoglossus rubritorquis ein.
Die ersten Vögel gelangten 1909 in den Zoo von London und dort gelang 1910 auch weltweit die erste Zucht. Nach Deutschland kamen die ersten Vögel 1907. In den Volièren sind die Rotnackenloris selten anzutreffen, da ihr Preis früher recht hoch war.
Es existieren gemäß den großen taxonomischen Organisationen keine Unterarten.

## Bestand und Gefährdung
Der Rotnackenlori gilt auf der Roten Liste gefährdeter Arten als „nicht gefährdet“ (Least Concern). Es wird aber eine sinkende Tendenz im Bestand beobachtet, wobei über diesen keine Zahlen verfügbar sind.

## Handel
Die Kontrolle des Handels wird über CITES Anhang II geregelt. Die Ein- und Ausfuhr sowie die Wiederausfuhr erfordert eine Genehmigung oder Bescheinigung des jeweiligen Ausfuhrstaates.